# Ortswörterbuch

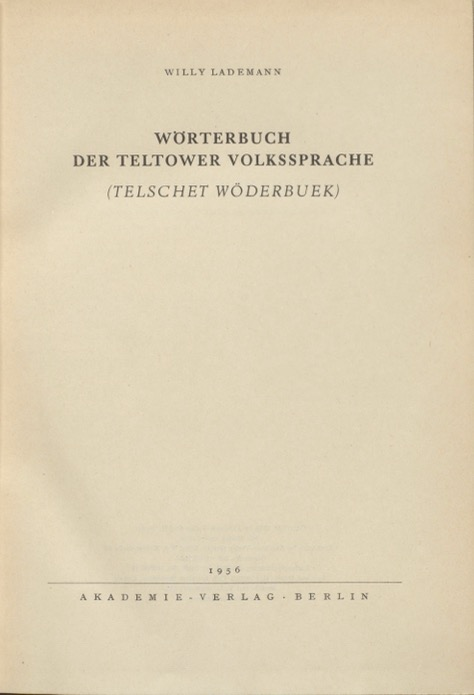
Titelblatt von Willy Lademanns Telschet Wöderbuek (1956).

Ein Ortswörterbuch ist ein Dialektwörterbuch, das den Wortschatz der Mundart eines bestimmten Ortes beschreibt, analog zu einer Ortsgrammatik.
In der Regel nimmt der Titel des jeweiligen Wörterbuches Bezug auf den beschriebenen Ort, z. B. Wörterbuch des Dorfes Baden (Kreis Verden) (von Brüne und Diedrich Westermann, 1941), Plattdeutsches Wörterbuch für das Oldenburger Land (von Hermann Böning, 1941) und Wörterbuch der Teltower Volkssprache (von Willy Lademann, 1956) für niederdeutsche Mundarten in Deutschland oder Wörterbuch des Waldlappendialekts von Malå (von Wolfgang Schlachter, 1958) für eine Mundart des Umesamischen in Schweden.
Ortswörterbücher waren ursprünglich Teil der wissenschaftlichen Dokumentation und Beschreibung von Dialekten, können aber auch ihrer Sprachpflege dienen.